# Leptogenys melzeri
Leptogenys melzeri é uma espécie de formiga do gênero Leptogenys, pertencente à subfamília Ponerinae.